# Championnats du monde de cyclisme sur route 1961
Navigation
Sachsenring/Leipzig 1960 Salo 1962
Les championnats du monde de cyclisme sur route 1961 ont eu lieu le 3 septembre 1961 à Berne en Suisse. 

## Résultats
| Épreuves :                          | Or                       | Or              | Argent                   | Argent | Bronze                  | Bronze |
| Épreuves masculines                 |                          |                 |                          |        |                         |        |
| Hommes - course en ligne            | Rik Van Looy Belgique    | 7 h 46 min 35 s | Nino Defilippis Italie   | m.t.   | Raymond Poulidor France | m.t.   |
| Hommes - amateurs - course en ligne | Jean Jourden France      | -               | Henri Belena France      | -      | Jacques Gestraud France | -      |
| Épreuve féminine                    |                          |                 |                          |        |                         |        |
| Femmes - course en ligne            | Yvonne Reynders Belgique | -               | Beryl Burton Royaume-Uni | -      | Elsy Jacobs Luxembourg  | -      |

## Tableau des médailles
| Rang  | Nation      | Or | Argent | Bronze | Total |
| ----- | ----------- | -- | ------ | ------ | ----- |
| 1     | Belgique    | 2  | 0      | 0      | 2     |
| 2     | France      | 1  | 1      | 2      | 4     |
| 3     | Italie      | 0  | 1      | 0      | 1     |
| 3     | Royaume-Uni | 0  | 1      | 0      | 1     |
| 5     | Luxembourg  | 0  | 0      | 1      | 1     |
| Total | Total       | 3  | 3      | 3      | 9     |